# Iryna Žuravs'ka
Iryna Žuravs'ka (in ucraino Ірина Журавська?; Kiev, 14 gennaio 1990) è una modella ucraina, eletta Miss Ucraina 2008.
Ha rappresentato il proprio paese a Miss Mondo 2008, che si è svolto il 3 dicembre 2008 a Johannesburg, in Sudafrica, dove si è piazzata fra le prime quindici finaliste. In precedenza, aveva vinto anche i titoli di Miss Donbass Open 2007, Miss Internet e Miss Algora.  Era stata inoltre finalista di Miss World Talent nel 2008.
Al momento della sua partecipazione a Miss Mondo, la Žuravs'ka era una studentessa al secondo anno di pedagogia dell'Università di Pedagogia di Kiev. Per molti anni ha fatto parte della compagnia di danza "Todes" di Alla Duchova, mentre all'età di diciotto anni aveva lavorato come annunciatrice del meteo in televisione.
Come modella, la Žuravs'ka ha lavorato per molti importanti stilisti ucraini ed è apparsa in spot televisivi e video musicale. È entrata a far parte dell'agenzia di moda KARIN MMG agency, di proprietà della modella Vlada Lytovčenko, ex detentrice del titolo di Miss Ucraina.